# 兴盛街 (西城区)
39°54′32″N 116°21′15″E / 39.90877°N 116.35416°E
兴盛街，是位于中国北京市西城区中部的一条道路。

## 简介
兴盛街为东西走向，东到太平桥大街，西到金融大街。
兴盛街的西段原为西兴盛胡同，西兴盛胡同过去是东西曲折走向，东到太平桥大街，西到水利水电出版社东围墙，不通行，全长300米，平均宽4米。明朝是惜薪司西厂地界。清朝形成胡同，因为镶红旗和镶蓝旗炮厂在这里，故得名“炮厂胡同”。1911年之后改名为“兴盛胡同”。1965年北京市整顿地名，将兴盛胡同析为两条，分别定名为“西兴盛胡同”和“南兴盛胡同”。该段因为在太平桥大街西侧，故定名“西兴盛胡同”。
2005年11月，對都城隍庙寝祠的大修正式開始。工程持續了一年多，投資約430萬元。同時拆除了周边违章建筑百余平方米，清理了倚靠大殿堆起的煤堆，開辟出一休閑廣場。在都城隍庙寝祠南侧，新开辟了一条道路，即兴盛街的东段，又将西兴盛胡同拓宽改造为道路，形成了东起太平桥大街，西到金融大街的兴盛街。